# 畜舎
畜舎（ちくしゃ）とは、家畜を収容して飼育する建物である。

## 名称
畜舎は英語で「Barn」「Livestock house」と呼ばれる。特定の家畜を収容する場合は、牛舎（ぎゅうしゃ）、豚舎（とんしゃ）、鶏舎（けいしゃ）、厩舎(馬小屋)などと呼ばれる。

## 特徴
畜舎は家畜を収容する施設で、以下の点で有益な施設である。
1. 家畜を自然界の風雨・直射日光・暑熱・寒冷・害虫などの刺激から保護できる
2. 家畜の成長や生産に必要な栄養を管理できる
3. 家畜の疾病の予防・早期発見・治療などを行える

日本は土地面積が狭く、人工飼料への依存率が高いため畜舎内で家畜を飼育する舎飼いによる畜産形態が主流である。特に飼育豚・ブロイラー・採卵鶏は生涯にわたって人間の管理下に置かれた施設畜産の形態をとることが多い。
こうした畜舎での舎飼いは生産効率が高い反面、畜舎における衛生面の問題は以下が挙げられる。
1. 糞尿による家畜・作業場および畜舎周辺の汚染
2. 畜舎内での粉塵やアンモニア濃度の上昇
3. 畜舎環境に由来する疾患（乳房炎、子牛の下痢、呼吸器疾患）
4. 暑熱による食欲減退、それによる乳量や増体量の減少
5. 高密度飼育で家畜がストレスや感染症にさらされる

家畜の中でも成畜は低温環境に強いが、高温環境に弱いため、畜舎内部の換気や通風に配慮する必要がある。換気や通風を対策することは粉塵量やアンモニア濃度の上昇を抑えることにも繋がる。

## 牛舎

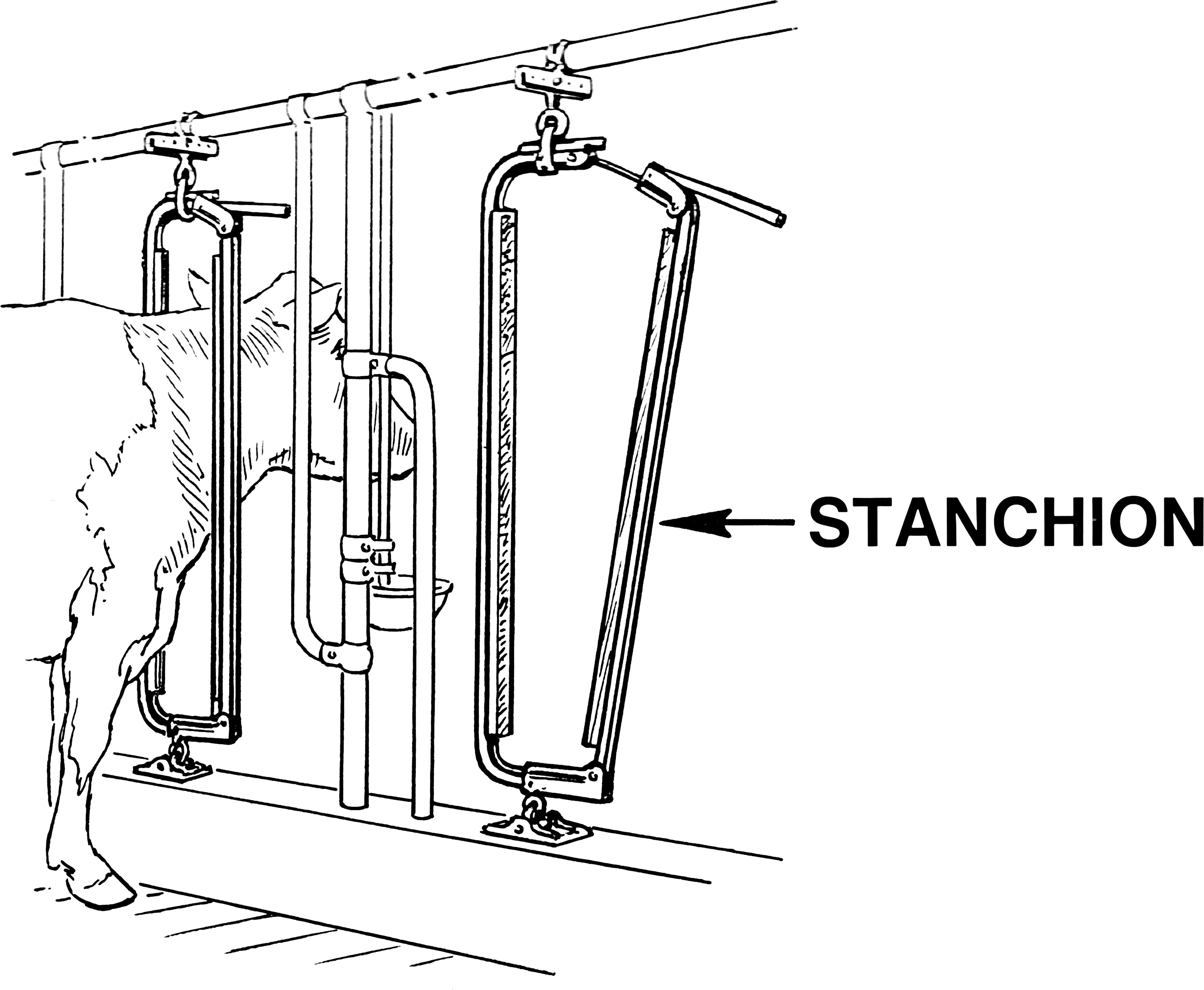
スタンチョンと呼ばれる首かせにつながれる牛。

哺乳期の牛は子牛1頭のみを収容できるカーフハッチを用い、約2ヶ月期になるまで個別に管理する方法も普及している。

### 繋留式牛舎
牛1頭ごとに割り当てられたスペース（スタンチョンストール）に牛を収容する牛舎で、通常は泌乳牛に対して用いられる。一定間隔で牛をスタンチョン（頸部を金属製の枠で緩く固定するための装置）に繋留させるが、隣接するスタンチョンとの間に仕切りを設けないことが多い。牛は頭部を自由に動かせるが、全身を大きく移動させることはできない。また、牛は餌槽内の飼料を与えられた分だけ食べられる。
この方法は個体毎に飼養管理ができ、排泄物もカウトレーナーなどを用いることで糞尿溝に落下させられ衛生面の管理も比較的行いやすい。一方で、牛が運動不足になりがちで、1日の内の決められた時間は運動場に解放させる必要がある。牛床にはコンクリートが用いられることが多いが、保温性や柔軟性に欠けるため、硬質のゴムマットや藁、おがくずを敷くことがある。

### フリーストール

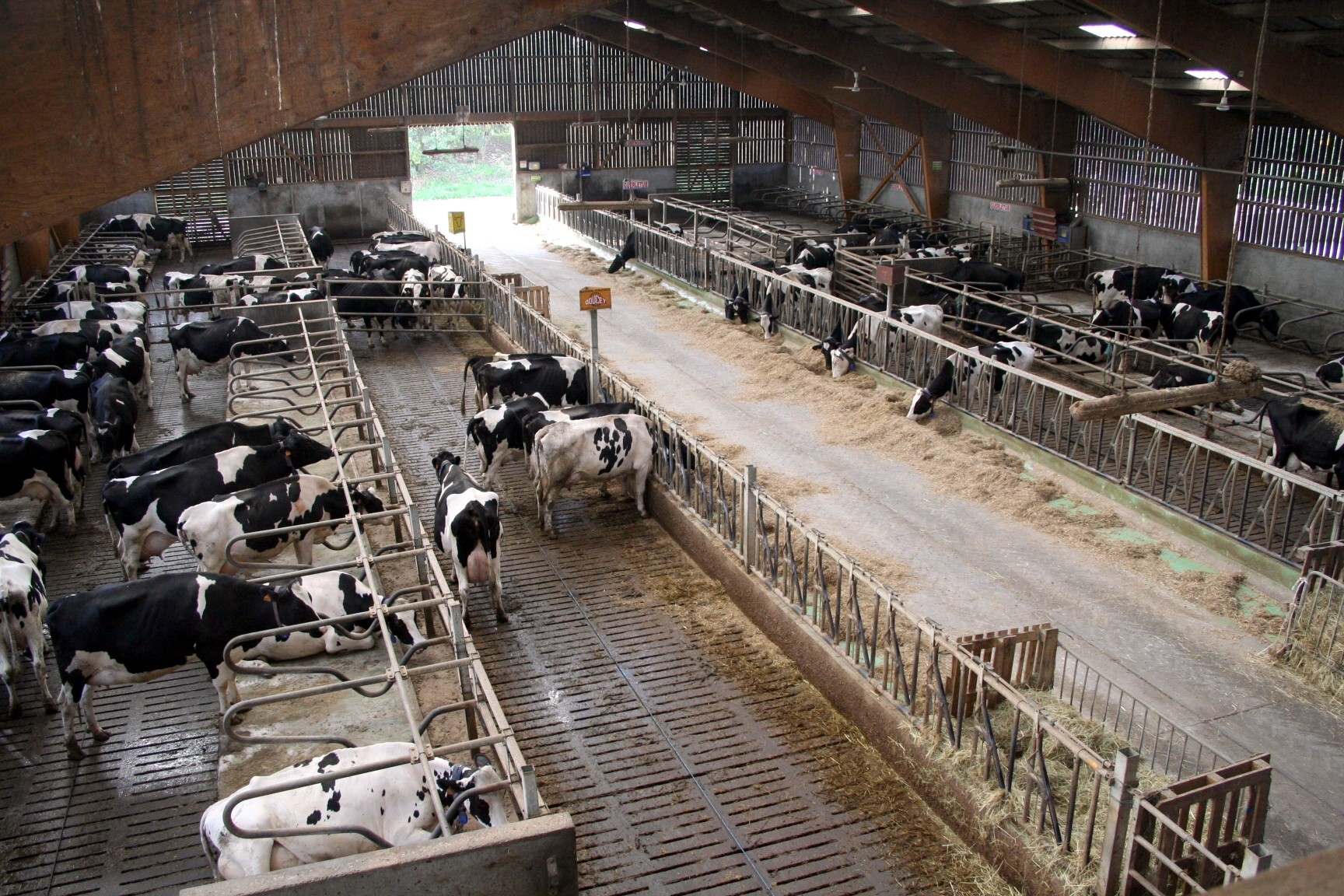
国立パリ-グリニョン高等農業学校のフリーストール牛舎

牛1頭を入れられる幅の狭いフェンスを運動場に隣接して設け、牛はフリーストールに自由に出入りできるようにしたものである。家畜は健康維持のために運動する必要があり、畜舎に隣接して自由に動ける空間を設けることが望ましい。フリーストール内には藁などが敷かれ、牛は横になって休息を取れる。休息中の牛からの排泄物は糞尿溝など定められた場所に落下させ回収を容易にする。繋留式牛舎と異なり、休息場が牛で混み合うことがなく、牛たちの間でのいじめの回避にも繋がる。

### 牛房式牛舎
柵で囲まれた一定の空間内に複数の個体を収容した方式で、乾乳牛・育成牛・肥育牛に対して用いられる。成長段階や月齢によって牛群を区別して異なる牛房に収容し、区別ごとに飼養管理を行う。牛房の面積は、牛群1群の頭数は15頭以下で肥育最終段階で660 kg程度と仮定すれば肥育牛1頭あたり5.0～6.5 m2がよい。ただし、育成期の牛は自由に運動ができる余裕のある中で飼うのが個体の発育成長には重要である。一般に動物は単飼より群飼の方が学習効果に優れるが、群飼の場合は密度が大きいとストレスが増し抗病性を低下させかねない。
牛床はおがくずを20 cm程の厚さに敷き詰め、糞尿は牛の踏み込みで自然とおがくずと混ざり合い、吸収・分解される。畜舎の臭いや牛体の汚れは抑えられ、衛生的な牛舎を保てる。

## ギャラリー

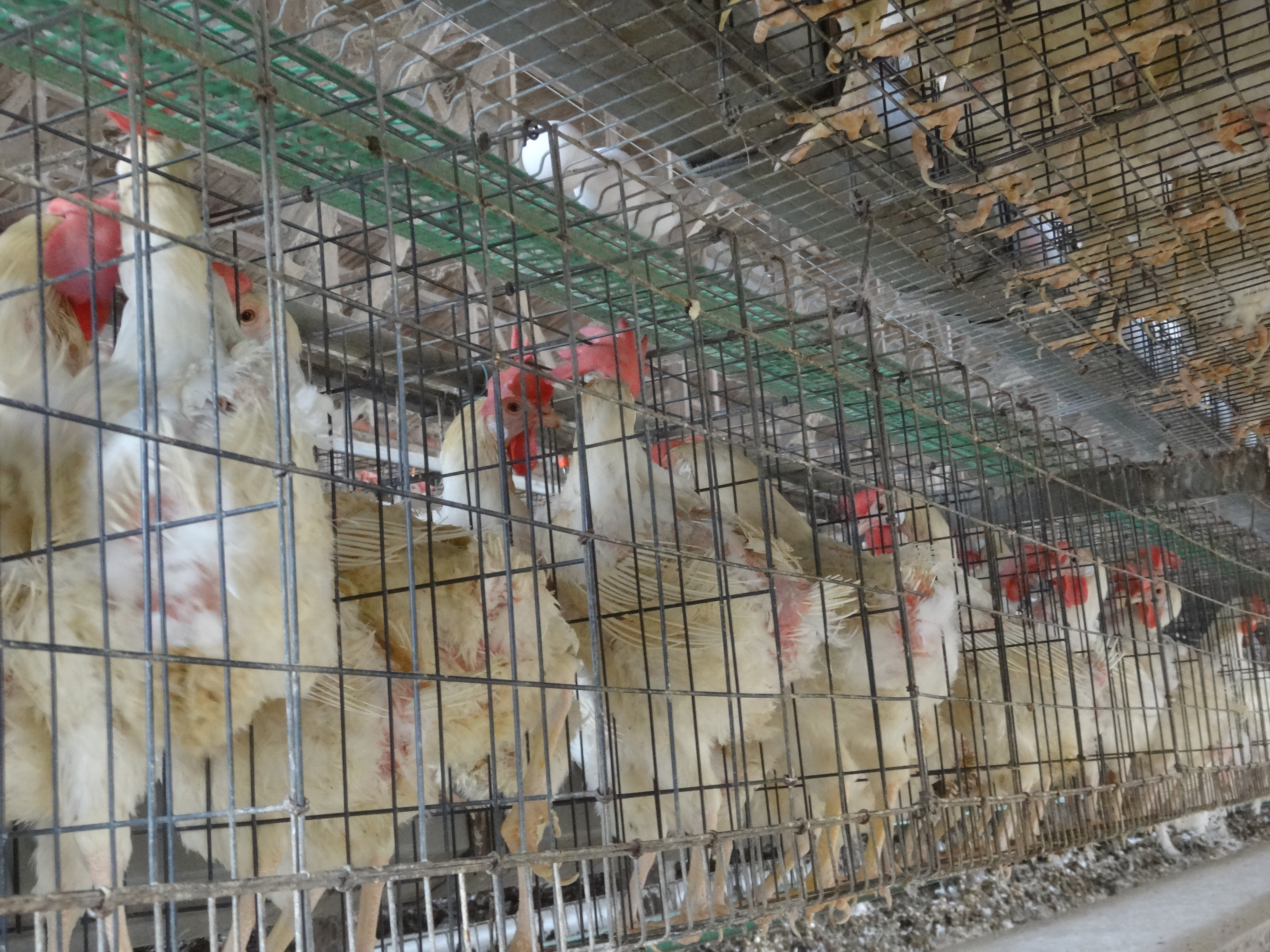
バタリーケージで飼われるニワトリ
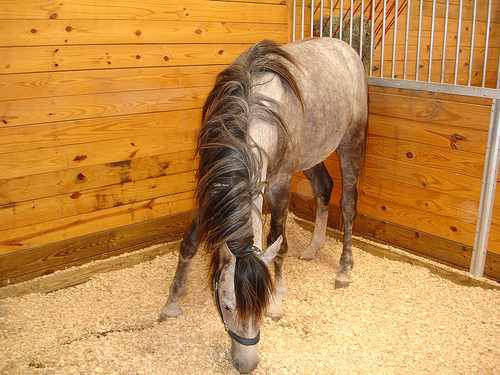
ボックスストールで飼われる馬
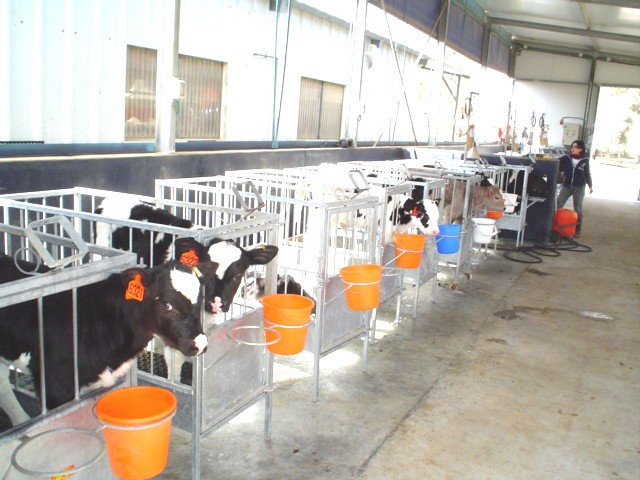
小さな囲いの中で飼育される幼牛（英語版）
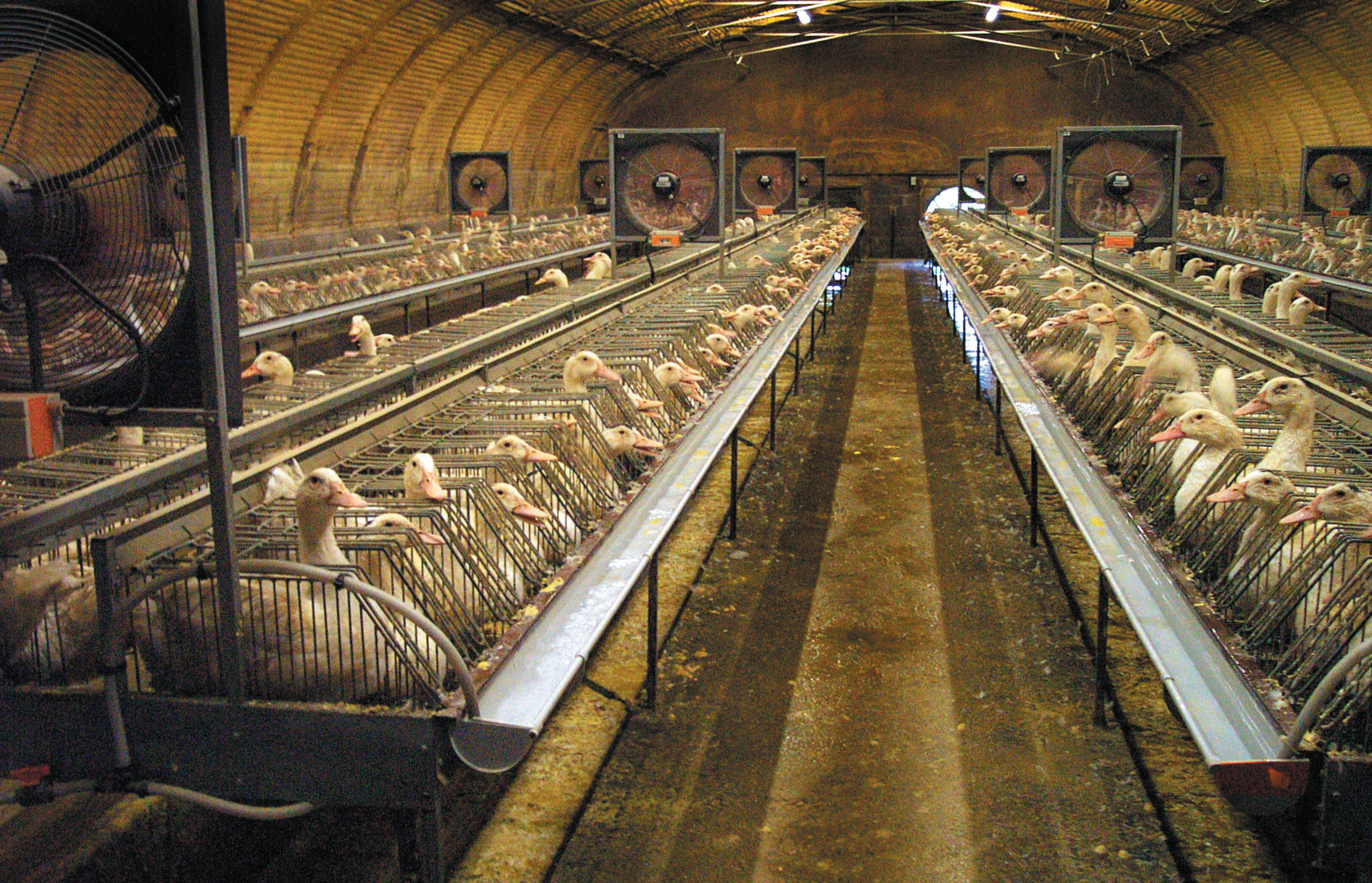
フォアグラ用ガチョウの畜舎
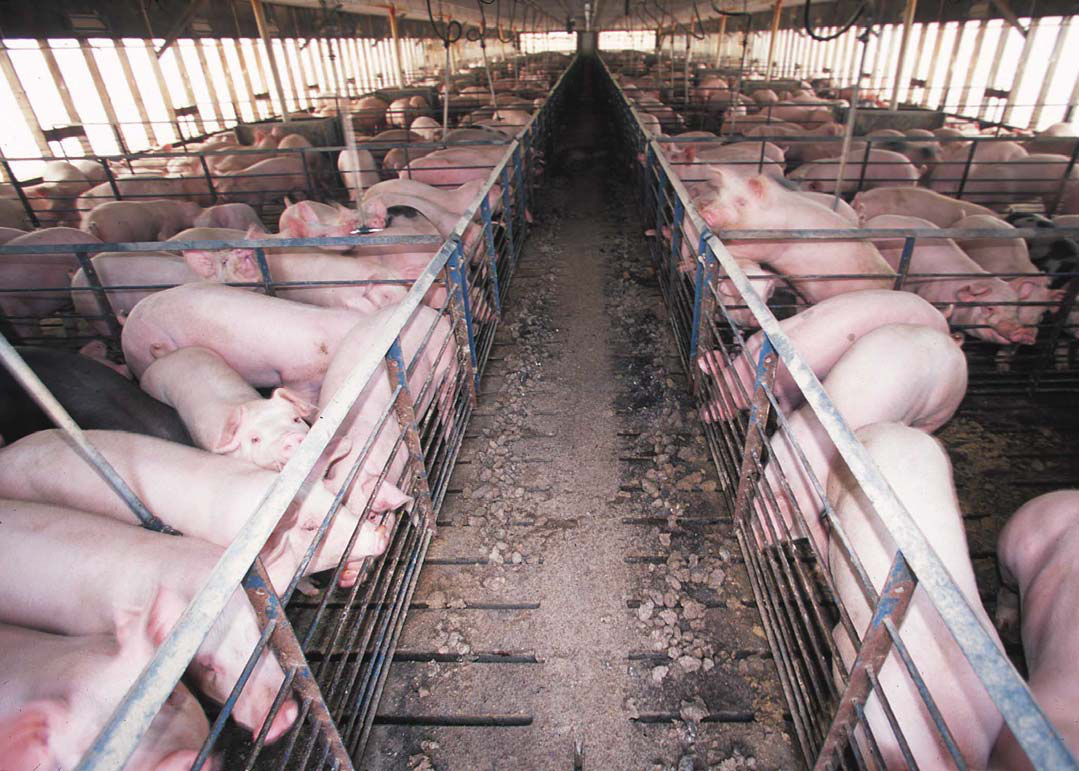
豚の畜舎